# Johann Aegidius Bach
Johann Aegidius Bach (9. února 1645 Erfurt – 22. listopadu 1716 tamtéž) byl německý varhaník, violista a ředitel orchestru v Erfurtu.

## Život
Johann Aegidius Bach byl synem ředitele městské hudby v Erfurtu Johanna Bacha (1604–1673). Byl violistou městské hudby v Erfurtu, kterou řídil jeho otec. Jeho funkci převzal v roce 1682. Kromě toho působil v Erfurtu i jako varhaník v kostelech Kaufmannskirche a Michaeliskirche.
Dva z jeho synů, Johann Bernhard Bach (1676-1749) a Johann Christoph Bach (1685-1740) se stali rovněž hudebníky.

## Dílo
Zanechal v rukopise řadu chrámových skladeb. Mezi jinými např. Motet à 9 Unser Leben ist ein Schatten (1696) pro dva sbory.